# Utrera
Utrera – miasto w Hiszpanii, w pobliżu Sewilli, w Andaluzji, na Nizinie Andaluzyjskiej.
Liczba mieszkańców: 50 000
W mieście rozwinął się przemysł włókienniczy oraz spożywczy.